# Ngouboua
 Ngouboua è un comune del Ciad situato nel dipartimento di Kaya, provincia del Lago .